# Waldemar Celary
Waldemar Grzegorz Celary (ur. 1 grudnia 1960 w Lublińcu) – polski entomolog, badacz żądłówek, doktor habilitowany nauk biologicznych, profesor nadzwyczajny w Instytucie Biologii Uniwersytetu Jana Kochanowskiego w Kielcach.

## Życiorys
W 1985 ukończył studia biologiczne na Uniwersytecie Jagiellońskim. Doktoryzował się w 1992 w Instytucie Systematyki i Ewolucji Zwierząt Polskiej Akademii Nauk na podstawie rozprawy zatytułowanej Rodzaj Nomada Scop. (Apoidea, Hymenoptera) w Polsce, której promotorem była Mirosława Dylewska. Stopień naukowy doktora habilitowanego uzyskał w 2006 w ISiEZ PAN w oparciu o pracę pt. Bioróżnorodność i biologia pszczół spójnicowatych (Hymenoptera: Apoidea: Melittidae) Polski.
W latach 1986–2008 był zatrudniony w Instytucie Systematyki i Ewolucji Zwierząt Polskiej Akademii Nauk na stanowiskach starszego asystenta, adiunkta (1993) i docenta (2006). Wchodził również w skład rady naukowej tego instytutu. W 2006 podjął pracę na Akademii Świętokrzyskiej w Kielcach, przekształconej później w Uniwersytet Jana Kochanowskiego. W Instytucie Biologii na Wydziale Matematyczno-Przyrodniczym objął stanowisko profesora nadzwyczajnego i został kierownikiem Zakładu Ekologii i Ochrony Środowiska.
Zajmuje się badaniem żądłówek. W 2002 opisał zagrożoną wyginięciem obrostkę ciemnonogą (Dasypoda thoracica Baer, 1853), którą odkrył na Wyżynie Krakowsko-Częstochowskiej. W latach 2004–2007 kierował w ISiEZ PAN projektem badawczym pn. „Bioróżnorodność i biologia pszczół spójnicowatych (Apoidea: Melittidae) Polski – zagrożenia i ochrona”. W 2016 objął opiekę merytoryczną nad realizowanym przez Greenpeace Wielkim Spisem Zapylaczy.